# Roger Negri
Pour les articles homonymes, voir Negri.
Roger Negri, né le 7 février 1954 à Bettembourg (Luxembourg), est un homme politique luxembourgeois, membre du Parti ouvrier socialiste luxembourgeois (LSAP).
En raison de son âge avancé, Roger Negri décide de démissionner de sa fonction de député à la Chambre avec effet au 1er avril 2018. Simone Asselborn-Bintz lui succède dans la circonscription Sud, quelques mois avant les élections législatives.